# Micheline Kahn (harpiste)
Pour les articles homonymes, voir Kahn et Micheline Kahn.
Micheline Kahn, née Magdeleine Micheline Kahn le 3 août 1889 à Paris, et morte dans la même ville le 12 mars 1987, est une harpiste et pianiste française.

## Biographie
Micheline Kahn naît en 1889. Élève d'Alphonse Hasselmans au Conservatoire de Paris, elle obtient un prix de harpe en 1904, âgée de 14 ans seulement. Elle travaille avec André Caplet pour réviser la partition de Légende, Étude symphonique pour harpe chromatique et corde, d'après Le Masque de la mort rouge de Poe (1908) pour en faire une version pour harpe diatonique. Ce sera le Conte fantastique de 1923. Elle fut professeur à l’École normale de musique de Paris et est la mère du compositeur Jean-Michel Damase. Elle meurt à Paris le 12 mars 1987 à l'âge de 97 ans.

## Créations et dédicaces
Micheline  Kahn a créé de nombreuses œuvres parmi lesquelles : 
- l'Impromptu op. 86 de Gabriel Fauré en création publique à la Société nationale de musique le 7 janvier 1905,
- l'Introduction et allegro pour harpe, flûte, clarinette et quatuor à cordes de Maurice Ravel le 22 février 1907 à l'Hôtel de la Société française de photographie à Paris à une séance du Cercle musical dirigé par Charles Domergue[5],
- la Rhapsodie pour harpe de Louis Vierne le 4 mars 1909,
- Une châtelaine en sa tour op. 110 de Gabriel Fauré le 30 novembre 1918 à la Société nationale de musique,
- le Conte fantastique d'André Caplet le 18 décembre 1923, salle Érard, avec le quatuor Poulet, dans sa version pour harpe diatonique,
- les deux Divertissements : I. à la française et II. à l'espagnol d'André Caplet le 15 mai 1924 au théâtre du Vieux-Colombier.

Elle a transcrit pour la harpe plusieurs pièces comme la Berceuse, Le Jardin de Dolly ou la Sicilienne de Gabriel Fauré.
Elle est notamment dédicataire du Conte fantastique d'après le Masque de la Mort rouge d'Edgar Poë et des deux Divertissements d'André Caplet.